# Liste des principaux déversements pétroliers

Carte mondiale des principaux déversements pétroliers de 1967 à 2010.

Pour un article plus général, voir Marée noire.

## Depuis 1967
| Date                                                 | Navire / Infrastructure                                                      | Pavillon                                               | Propriétaire / Affréteur                                                            | Lieu                                                                          | Tonnage déversé / Conséquences | Références |
| ---------------------------------------------------- | ---------------------------------------------------------------------------- | ------------------------------------------------------ | ----------------------------------------------------------------------------------- | ----------------------------------------------------------------------------- | --- | ---------- |
| À partir du 15 janvier 2022                          | Raffinerie La Pampilla                                                       |                                                        | Repsol                                                                              | Pérou                                                                         | 250 000 gallons [954 000 litres] | [ 3 ]      |
| À partir du 25 juillet 2020                          | MV Wakashio (vraquier)                                                       | Panama                                                 | Mitsui O.S.K. Lines (Japon)                                                         | S'échoue sur les récifs au sud-est de l'Île Maurice                           | les cuves s'échappent dans les lagons. | [ 4 ]      |
| Été 2019                                             | Inconnu                                                                      |                                                        |                                                                                     |                                                                               | Déversement d'un grand nombre de galettes sur les plages du Nordeste, au Brésil | [ 5 ]      |
| 6 janvier 2018                                       | MT Sanchi                                                                    | Panama                                                 | National Iranian Tanker Company (en)                                                | Mer de Chine orientale                                                        | 136 000 tonnes, nappe de 332 km2 observée le 21 janvier au large du Japon | [ 6 ]      |
| 6 avril 2017                                         | Dakota Access Pipeline                                                       | États-Unis                                             | Dakota Access, LLC et Phillips 66                                                   | Dakota du Sud                                                                 | | [ 7 ]      |
| 26 mai 2014                                          | oléoduc                                                                      | France                                                 | Total                                                                               | Saint-Vigor-d’Ymonville Seine-Maritime, France                                | moins de 3 000 m3 (3 000 m3 après mélange avec eau) |            |
| 27 juillet 2013                                      | oléoduc                                                                      | Thaïlande                                              | PTT Global Chemical (PTTGC),                                                        | Ko Samet île de Ko, golfe de Thaïlande, Thaïlande                             | 50 000 litres |            |
| 4 février 2012                                       | oléoduc                                                                      | Venezuela                                              | PDVSA                                                                               | Rivière Guarapiche, Venezuela                                                 | 80 000 barils |            |
| octobre 2011                                         | porte-conteneurs Rena                                                        | Liberia                                                |                                                                                     | Plenty, Nouvelle-Zélande                                                      | Entre 350 et 1 700 t. (à déterminer) |            |
| 16 mars 2011                                         | MS Olivia                                                                    | Île Nightingale                                        |                                                                                     |                                                                               | 1 500 t, qui menace l'espèce des Gorfous sauteur |            |
| 16 juillet 2010 au 18 juillet                        | 2 oléoducs                                                                   | Chine                                                  | China National Petroleum Corporation                                                | Dalian                                                                        | 1 500 t., deux nappes de 50 km2 et 183 km2 observées au 19 juillet en mer Jaune |            |
| 25 mai 2010                                          | pétrolier Bunga Kelana 3 vraquier Waily                                      | Malaisie Saint-Vincent-et-les-Grenadines               | MISC Berhad, AET Tanker Holdings Sdn Bhd Treasure Marine Ltd.                       | Détroit de Singapour                                                          | 2 500 t, 7 km de côtes souillés à Singapour |            |
| 20 avril 2010 - mi-juillet 2010                      | plate-forme pétrolière Deepwater Horizon                                     | Îles Marshall, Suisse, Royaume-Uni, États-Unis, Japon) | Transocean Ltd (propriétaire) / BP, Anadarko Petroleum Corp et Mitsui (exploitants) | Golfe du Mexique, 80 km au large de la Louisiane (États-Unis)                 | 678 000 t environ - 4 900 000 barils , 11 personnes portées disparues, 17 blessés, littoraux de la Louisiane, du Mississippi, de l'Alabama et de la Floride pollués |            |
| 7 décembre 2007                                      | Hebei Spirit barge Samsung 1                                                 | Chine ( Hong Kong) Corée du Sud                        | Hebei Spirit Shipping Co Ltd (Hong Kong) groupe Samsung                             | devant Incheon (Corée du Sud)                                                 | 10 500 t, 160 km de côtes polluées jusqu'à 375 km du site de l'incident |            |
| 11 novembre 2007                                     | Volgoneft-139                                                                | Russie                                                 | Volgotanker (Russie)                                                                | détroit de Kertch (Ukraine)                                                   | 1 300 t, côtes du détroit souillées |            |
| 11 août 2006                                         | M/T Solar 1                                                                  | Philippines                                            | Sunshine Marine Development Corp / Petron Corp                                      | large de l’île de Guimaras (Philippines)                                      | 800 t, 1 mort, 1 disparu, grave pollution environnementale de 235 km de côtes de l'île en partie composées de mangrove |            |
| 8 novembre 2007                                      | Cosco Busan                                                                  |                                                        | Fleet Management Ltd.                                                               | Entre San Francisco et Oakland (Californie)                                   | Déversement de 202 780 litres dans la Baie de San Francisco. Les coûts de nettoyage ont été estimés à 70 millions $. | ,          |
| 13 juillet 2006 au 15 juillet                        | réserves nationales de pétrole                                               | Liban                                                  | Olmert / Peretz, gouvernement (Israël)                                              | Jiyyeh, 30 km au sud de Beyrouth (Liban)                                      | 10 à 15 000 t, 150 km de côtes souillées |            |
| 27 juillet 2003                                      | Tasman Spirit                                                                | Grèce                                                  | Assimina Maritime (Grèce)                                                           | large de Karâchi (Pakistan)                                                   | 27 à 30 000 t, quelques plages polluées |            |
| 13 novembre 2002                                     | Prestige                                                                     | Bahamas Royaume-Uni Suisse Russie)                     | Crown Ressources British Petroleum Suisse, Royaume-Uni, Russie                      | large du cap Finisterre (Espagne)                                             | 63 000 t, environ 1 900 km de côtes portugaises, espagnoles et françaises sont touchées |            |
| 15 mars 2001 au 20 mars                              | plate-forme pétrolière P-36                                                  | Brésil                                                 | Petrobras                                                                           | Bacia de Campos au large de Rio de Janeiro, Brésil                            | 300 000 l + 1 200 000 l de gazole, 11 morts |            |
| 12 décembre 1999                                     | Erika                                                                        | Malte                                                  | Tevere Shipping (Malte) / Total Fina SA                                             | Golfe de Gascogne au large de la Bretagne (France)                            | 19 800 t, 400 km de côtes de cinq départements souillées |            |
| 15 octobre 1997                                      | Evoikos Orapin Global                                                        | Chypre Thaïlande                                       |                                                                                     | détroit de Singapour                                                          | 28 500 t, catastrophe environnementale évitée |            |
| 2 juillet 1997                                       | Diamond Grace                                                                | Japon                                                  |                                                                                     | baie de Tokyo, Japon                                                          | 1 300 t |            |
| 8 février 1997                                       | San Jorge                                                                    | Panama                                                 |                                                                                     | large de Punta del Este (Uruguay)                                             | 6 000 t, 25 km de côtes autour de Punta del Este ainsi que l'île aux Loups sont touchées |            |
| 2 janvier 1997                                       | Nakhodka                                                                     | Russie                                                 |                                                                                     | Préfecture de Shimane (Japon)                                                 | 6 240 t, 1 mort, important impact environnemental sur les côtes |            |
| 15 février 1996                                      | Sea Empress                                                                  | Liberia / Chypre                                       | Sea Tankers (Chypre)                                                                | Milford Haven (Pays de Galles)                                                | 72 860 t, 200 km de côtes touchées |            |
| 25 octobre 1994                                      | oléoduc Kharyaga - Oussinsk                                                  | Russie                                                 |                                                                                     | près de Oussinsk (Russie)                                                     | 104 400 t |            |
| 31 mars 1994                                         | Seki Baynunah                                                                | Panama                                                 |                                                                                     | Émirat de Fujaïrah (golfe d'Oman)                                             | 15 900 t, plusieurs plages touchées |            |
| 1993 (1er semestre)                                  | cuves de stockage                                                            | Angola                                                 |                                                                                     | Soyo (Angola)                                                                 | 55 000 t |            |
| 5 janvier 1993                                       | Braer                                                                        | Liberia ( Brésil, Canada)                              | Braer Corp. / Canadian Ultramar Ltd                                                 | sud des Îles Shetland (Royaume-Uni)                                           | 86 200 t, pollution limitée grâce aux effets de la tempête |            |
| 19 avril 1992                                        | Katina P                                                                     | Malte Grèce)                                           | Grèce                                                                               | devant Maputo (Mozambique)                                                    | 72 000 t, côtes mozambicaines polluées |            |
| 2 mars 1992                                          | puits de pétrole                                                             | Ouzbékistan                                            |                                                                                     | Vallée de Ferghana (Ouzbékistan)                                              | 285 000 t |            |
| 3 décembre 1992                                      | Aegean Sea                                                                   | Grèce                                                  |                                                                                     | entrée du port de La Corogne (Espagne)                                        | 74 000 t, 300 km de côtes polluées |            |
| 28 mai 1991                                          | ABT Summer                                                                   | Liberia                                                |                                                                                     | Océan Atlantique Sud, 1 300 km au large de l'Angola                           | 260 000 t |            |
| 11 avril 1991                                        | Haven                                                                        | Chypre                                                 |                                                                                     | large de Gênes (Italie)                                                       | 145 500 t, 5 morts, pollution sur les côtes italiennes et françaises |            |
| 7 mars 1991                                          | Vistabella (barge)                                                           | Trinité-et-Tobago                                      |                                                                                     | 20 km au N-E de Niévès, Saint-Christophe-et-Niévès (mer des Caraïbes)         | 2 000 t, 5 pays touchés |            |
| 15 février 1991 à novembre 1991                      | Guerre du Golfe : puits de pétrole                                           | Koweït                                                 | sabotage de la part de l'Irak                                                       | Koweït                                                                        | estimation entre 7 160 000 t et 17 900 000 t - 60 à 150 millions de barils ? Plus de 700 puits sabotés dont plus de 600 en feu, près de 5 % du sol koweïtien pollué par les déversements ou les retombées des incendies, retombées découvertes jusque dans les neiges de l'Himalaya, les déversements continus provoquent la formation de plus de 300 lacs contenant de 25 à 50 millions de barils de pétrole |            |
| 19 janvier 1991 au 28 janvier                        | Guerre du Golfe : terminaux pétroliers                                       | Koweït Irak                                            | sabotage de la part de l'Irak                                                       | Golfe Persique                                                                | estimée entre 700 000 et 900 000 t , touche les côtes iraniennes, koweïtiennes et 803 km de côtes saoudiennes, importante pollution résiduelle de la zone 12 ans après les événements |            |
| 6 août 1990                                          | Sea Spirit                                                                   | Chypre                                                 |                                                                                     | détroit de Gibraltar                                                          | 9 860 t, le Maroc (600 km de côtes) et l'Espagne sont touchés |            |
| 29 décembre 1989                                     | Aragon                                                                       | Portugal                                               |                                                                                     | nord de l'archipel de Madère (Portugal)                                       | 25 000 t, Porto Santo ainsi que plusieurs îles inhabitées sont touchées trois semaines après l'incident |            |
| 19 décembre 1989                                     | Khark 5                                                                      | Iran                                                   |                                                                                     | 220 km au large de Safi (Maroc)                                               | 70 000 t, quelques pollutions au sud de Casablanca |            |
| 24 mars 1989                                         | Exxon Valdez                                                                 | Îles Marshall États-Unis)                              | Exxon (É.-U.)                                                                       | baie du Prince-William (Alaska)                                               | 38 500 t, 1 770 km de côtes |            |
| 10 novembre 1988                                     | Odyssey                                                                      | Liberia                                                |                                                                                     | Océan Atlantique Nord, 1 300 km au large du Canada                            | 132 000 t |            |
| mai 1988                                             | Barcelona                                                                    |                                                        |                                                                                     | Iran                                                                          | 140 000 t |            |
| 14 mai 1988                                          | Seawise Giant                                                                | Norvège Irak                                           | Loki Stream AS (Norvège) / Irak                                                     | détroit d'Ormuz                                                               | 50 000 t |            |
| décembre 1987                                        | Norman Atlantic                                                              |                                                        | Irak                                                                                | Oman                                                                          | 85 000 t |            |
| novembre 1987                                        | Fortuneship                                                                  |                                                        |                                                                                     | Iran                                                                          | 260 000 t |            |
| 6 décembre 1985                                      | Nova                                                                         | Liberia                                                |                                                                                     | Golfe Persique, 170 km au sud de l'île de Kharg (Iran)                        | 70 000 t |            |
| septembre 1985                                       | Son Bong                                                                     |                                                        |                                                                                     | Iran                                                                          | 200 000 t |            |
| juillet 1985                                         | M. Vatan                                                                     |                                                        |                                                                                     | Iran                                                                          | 100 000 t |            |
| février 1985                                         | Neptunia                                                                     |                                                        |                                                                                     | Iran                                                                          | 60 000 t |            |
| 9 décembre 1983                                      | Pericles G.C.                                                                | Grèce                                                  |                                                                                     | 30 km au large de Doha (Qatar)                                                | 47 620 t |            |
| 5 août 1983                                          | Castillo de Bellver                                                          | Espagne                                                |                                                                                     | large du Cap (Afrique du Sud)                                                 | 252 000 t, pollution réduite, la nappe s'étant dissoute au large |            |
| mai 1983                                             | Panoceanic Fama                                                              |                                                        |                                                                                     | Iran                                                                          | 60 000 t |            |
| février 1983 - 18 septembre 1983 mars 1983- mai 1985 | bombardement irakien plate-forme pétrolière no 3 plate-forme pétrolière no 4 | Iran Irak                                              | Irak                                                                                | champ pétrolifère de Nowruz (Golfe Persique)                                  | 260 à 272 000 t, 20 morts, pas de côtes touchées |            |
| 7 janvier 1983                                       | Assimi                                                                       | Grèce                                                  |                                                                                     | Mer d'Arabie au large d'Oman                                                  | 52 500 t, pas de pollution côtière |            |
| 20 août 1981                                         | cuves de stockage                                                            | Koweït                                                 |                                                                                     | Ash Shuaybah, sud de Koweït (Koweït)                                          | 106 000 t |            |
| 29 mars 1981                                         | Cavo Cambanos                                                                | Grèce                                                  |                                                                                     | large de la Corse (France)                                                    | 18 000 t, pratiquement tout le pétrole se disperse au large |            |
| 1er août 1980                                        | puits de pétrole D-103                                                       | Libye                                                  |                                                                                     | 800 km au sud-est de Tripoli (Libye)                                          | 142 800 t |            |
| 7 mars 1980                                          | Tanio                                                                        | Madagascar                                             |                                                                                     | nord de l'île de Batz, Bretagne (France)                                      | 19 400 t, 8 morts, 200 km de côtes du Finistère et des Côtes-d'Armor sont souillées |            |
| 23 février 1980                                      | Irenes Serenade                                                              | Grèce                                                  |                                                                                     | baie de Navarin (Grèce)                                                       | 102 660 t, 2 morts, littoraux de la baie pollués et jusqu'à 100 km du lieu de l'accident |            |
| 15 novembre 1979                                     | Independenta Evrialy                                                         | Roumanie                                               |                                                                                     | entrée Sud du Bosphore (Turquie)                                              | 95 000 t, assez faible pollution du littoral |            |
| 1er novembre 1979                                    | Burmah Agate Mimosa                                                          | Liberia                                                |                                                                                     | près de Galveston, Texas (États-Unis)                                         | 41 000 t, 31 morts, plusieurs côtes touchées, certaines sévèrement |            |
| août 1979                                            | World Protector                                                              |                                                        |                                                                                     | Inde                                                                          | 70 000 t |            |
| 19 juillet 1979                                      | Atlantic Empress Aegean Captain                                              | Grèce                                                  |                                                                                     | large de Tobago (Trinité-et-Tobago)                                           | 287 000 t, 26 morts, pratiquement aucune pollution côtière |            |
| 6 juillet 1979                                       | cuve de stockage no 6                                                        | Nigeria                                                |                                                                                     | Forcados (Nigeria)                                                            | 81 300 t |            |
| 3 juin 1979 au 23 mars 1980                          | Plate-forme Ixtoc 1                                                          | Mexique                                                | Perforaciones Marinas del Golfo / Pemex (Mexique)                                   | Golfe du Mexique                                                              | 470 000 t, pollution de Campêche (Mexique) au Texas (États-Unis) |            |
| 28 avril 1979                                        | Gino Team Castor                                                             | Liberia Norvège                                        |                                                                                     | large de l'île d'Ouessant (France)                                            | 41 000 t, pollution sous-marine, pas de côtes touchées |            |
| 8 janvier 1979                                       | Bételgeuse                                                                   | France                                                 | Compagnie Navale des Pétroles (France)                                              | terminal pétrolier de Whiddy Island dans la baie de Bantry (S-O de l'Irlande) | 40 000 t de brut léger arabe, 49 morts, pas de pollution sur le littoral mais des zones de pêche environnantes sont touchées et interdites |            |
| 31 décembre 1978                                     | Andros Patria                                                                | Grèce                                                  |                                                                                     | large du cap Finisterre (Espagne)                                             | 50 à 60 000 t, 34 morts, très faible pollution côtière |            |
| 11 décembre 1978                                     | cuve de stockage                                                             | Zimbabwe                                               |                                                                                     | Harare (Zimbabwe)                                                             | 68 000 t |            |
| 7 décembre 1978                                      | Tadotsu                                                                      |                                                        |                                                                                     | détroit de Malacca, près de Dumai (Indonésie)                                 | 44 900 t |            |
| 7 juillet 1978                                       | Cabo Tamar                                                                   | Chili                                                  |                                                                                     | Chili                                                                         | 7 700 à 60 000 t |            |
| 12 juin 1978                                         | cuves de stockage                                                            | Japon                                                  |                                                                                     | Sendai, préfecture de Miyagi (Japon)                                          | 60 200 t |            |
| 25 mai 1978                                          | oléoduc no 126                                                               | Iran                                                   |                                                                                     | Ahvaz (Iran)                                                                  | 95 200 t |            |
| 16 mars 1978                                         | Amoco Cadiz                                                                  | Liberia États-Unis, Royaume-Uni)                       | Amoco Transport (États-Unis) / BP                                                   | Portsall,Finistère (France)                                                   | 227 000 t, 360 km de côtes polluées entre Brest et Saint-Brieuc, très grave impact écologique |            |
| 23 février 1977                                      | Hawaiian Patriot                                                             | Liberia États-Unis)                                    |                                                                                     | 550 km à l'ouest de Hawaii                                                    | 99 000 t, pas de pollution côtière |            |
| 15 décembre 1976                                     | Argo Merchant                                                                | Liberia                                                |                                                                                     | Nantucket Shoals au large du Massachusetts (États-Unis)                       | 28 000 t, pas de côte touchée, faible impact constaté sur l'environnement |            |
| 15 octobre 1976                                      | Boehlen                                                                      | Allemagne de l'Est                                     |                                                                                     | large de l'île de Sein (France)                                               | 7 000 t, 28 morts, côtes de l'île de Sein et du continent polluées |            |
| 12 mai 1976                                          | Urquiola                                                                     | Espagne                                                |                                                                                     | La Corogne (Espagne)                                                          | 101 000 t, 1 mort, 200 km de côtes touchées et importante pollution atmosphérique |            |
| 24 janvier 1976                                      | Olympic Bravery                                                              | Liberia                                                |                                                                                     | Ouessant (France)                                                             | 1 200 t de fioul de soute, 4 morts, 4 km de côtes polluées |            |
| 13 mai 1975                                          | Epic Colocotronis                                                            | Grèce                                                  |                                                                                     | 100 km N-E de Porto Rico                                                      | 57 000 t |            |
| 31 janvier 1975                                      | Corinthos Edgar M. Queeny                                                    | Liberia                                                |                                                                                     | embouchure du Delaware, État du Delaware (États-Unis)                         | 36 000 t, 26 morts, pollution de l'embouchure du fleuve |            |
| 29 janvier 1975                                      | Jakob Maersk                                                                 | Danemark                                               |                                                                                     | entrée du port de Leixoes, près de Porto (Portugal)                           | 84 000 t, 7 morts, côtes souillées jusqu'à 50 km du site de l'accident |            |
| 13 janvier 1975                                      | British Ambassador                                                           |                                                        |                                                                                     | Océan Pacifique Nord, 330 km à l'ouest d'Iwo Jima (Japon)                     | 48 300 t |            |
| 18 décembre 1974                                     | raffinerie de Mizushima                                                      | Japon                                                  |                                                                                     | Kurashiki, préfecture d'Okayama (Japon)                                       | 39 500 t |            |
| 9 novembre 1974                                      | Yuyo Maru No. 10 Pacific Ares                                                | Liberia                                                |                                                                                     | baie de Tokyo (Japon)                                                         | 50 000 t, 33 morts |            |
| 9 août 1974                                          | Metula                                                                       |                                                        |                                                                                     | Est du détroit de Magellan (Chili)                                            | 51 000 t, côtes Nord de la Terre de Feu polluées |            |
| 10 juin 1973                                         | Napier                                                                       | Liberia                                                |                                                                                     | île Guamblim, Archipel de las Guaitecas (Chili)                               | 38 440 t |            |
| 19 décembre 1972                                     | Sea Star Horta Barbosa                                                       | Corée du Sud                                           |                                                                                     | Golfe d'Oman                                                                  | 115 000 t |            |
| 7 décembre 1971                                      | Texaco Denmark                                                               | États-Unis                                             |                                                                                     | Mer du Nord, au large de la Belgique                                          | 106 300 t |            |
| 27 février 1971                                      | Wafra                                                                        | Liberia                                                |                                                                                     | cap des Aiguilles (Afrique du Sud)                                            | 63 000 t |            |
| 1er juin 1970                                        | Ennerdale                                                                    |                                                        |                                                                                     | Seychelles                                                                    | 47 000 t |            |
| 20 mars 1970                                         | Othello                                                                      |                                                        |                                                                                     | baie de Tralhavet (Suède)                                                     | 61 200 t |            |
| 11 février 1969                                      | Julius Schindler                                                             |                                                        |                                                                                     | Ponta Delgada, Açores (Portugal)                                              | 96 600 t |            |
| 13 juin 1968                                         | World Glory                                                                  |                                                        |                                                                                     | Océan Indien, 100 km au large de Durban (Afrique du Sud)                      | 48 300 t |            |
| 29 février 1968                                      | Mandoil                                                                      |                                                        |                                                                                     | Océan Pacifique Nord, près de Warrenton, Oregon (États-Unis)                  | 42 900 t |            |
| 18 mars 1967                                         | Torrey Canyon                                                                | Liberia                                                | Unocal (États-Unis) (propriétaire) / BP (affréteur)                                 | Îles Sorlingues (Grande-Bretagne)                                             | 119 000 t, pollution sur les côtes britanniques et françaises |            |

## Par importance de volume déversé
| Source                                 | Situation                                         | Date                              | Quantité déversée en tonnes | Quantité déversée en barils |
| -------------------------------------- | ------------------------------------------------- | --------------------------------- | --------------------------- | --------------------------- |
| Guerre du Golfe : puits de pétrole     | Koweït                                            | 15 février 1991 - novembre 1991   | 7 160 000 – 17 900 000      | 60 000 000 – 150 000 000    |
| Puits de Lakeview                      | États-Unis (comté de Kern, Californie)            | 14 mars 1910 - septembre 1911     | 1 230 000                   | 9 020 000                   |
| Guerre du Golfe : terminaux pétroliers | Koweït, Irak, golfe Persique                      | 19 janvier 1991 - 28 janvier 1991 | 700 000 – 1 283 000         | 6 000 000 – 11 000 000      |
|                                        |                                                   |                                   |                             |                             |
| Plate-forme Deepwater Horizon          | États-Unis, golfe du Mexique                      | 20 avril 2010- mi-juillet 2010    | 678 000                     | 4 900 000                   |
| Plate-forme Ixtoc I                    | Mexique, golfe du Mexique                         | 3 juin 1979 – 23 mars 1980        | 470 000                     | 3 333 000                   |
| Atlantic Empress / Aegean Captain      | Trinité-et-Tobago, au large de Tobago             | 19 juillet 1979                   | 287 000                     | 2 105 000                   |
| Puits                                  | Ouzbékistan, vallée de Ferghana                   | 3 février 1992                    | 285 000                     | 2 090 000                   |
| ABT Summer                             | Angola, 1 300 km au large                         | 28 mai 1991                       | 260 000                     | 1 907 000                   |
| Fortuneship                            | Iran, golfe Persique                              | novembre 1987                     | 260 000                     | 1 907 000                   |
| Champ pétrolifère de Nowruz            | Iran, golfe Persique                              | 10 février 1983 - mai 1985        | 260 000                     | 1 907 000                   |
| Castillo de Bellver                    | Afrique du Sud, Saldanha Bay                      | 6 août 1983                       | 252 000                     | 1 848 000                   |
| Amoco Cadiz                            | France, Portsall, nord-ouest du Finistère         | 16 mars 1978                      | 227 000                     | 1 635 000                   |
| Son Bong                               | Iran                                              | septembre 1985                    | 200 000                     | 1 466 000                   |
| MT Haven                               | Italie, au large de Gênes                         | 11 avril 1991                     | 145 500                     | 1 056 000                   |
| Puits D103                             | Libye                                             | 1er août 1980                     | 142 800                     | 1 046 700                   |
| Barcelona                              | Iran                                              | mai 1988                          | 140 000                     | 1 026 000                   |
| Odyssey                                | Canada, 700 milles au large de la Nouvelle-Écosse | 11 novembre 1988                  | 132 000                     | 968 000                     |
| Torrey Canyon                          | Royaume-Uni, îles Scilly                          | 3 mars 1967                       | 119 000                     | 860 000                     |
| Sea Star                               | Iran, golfe d'Oman                                | 12 décembre 1972                  | 115 000                     | 843 000                     |
| Texaco Denmark                         | Belgique, mer du Nord                             | 7 décembre 1971                   | 106 300                     | 779 000                     |
| cuves de stockage                      | Koweït                                            | 20 août 1981                      | 106 000                     | 742 800                     |
| oléoduc Kharyaga - Oussinsk            | Russie                                            | 25 octobre 1994                   | 104 400                     | 731 000                     |
| Irenes Serenade                        | Grèce, Pylos                                      | 23 février 1980                   | 102 660                     | 745 000                     |
| Urquiola                               | Espagne, La Corogne                               | 5 décembre 1976                   | 101 000                     | 733 000                     |
| M. Vatan                               | Iran, golfe Persique                              | juillet 1985                      | 100 000                     | 722 000                     |